# 安藤哲也 (評論家)
安藤 哲也（あんどう てつや、1962年 - ）は、日本の評論家、ファザーリング・ジャパン代表。一般社団法人ホワイトリボンキャンペーン・ジャパン共同代表。元書店員。

## 人物
東京・池袋生まれ。1985年明治大学文学部卒業後、有紀書房に入社、書店営業で全国の書店を歩く。1986年リットーミュージック入社、音楽雑誌・楽譜等の販売に従事。1988年UPU入社、雑誌「エスクァイア日本版」「i-D JAPAN」の販売・宣伝担当。1994年大塚・田村書店の3代目店長になる。1996年東京・千駄木の往来堂書店をプロデュース、初代店長を務める。2000年オンライン書店bk1へ移籍、2002年まで店長。その後、糸井重里事務所を経て、2003年、NTTドコモの電子書籍事業に参加。2004年楽天ブックスの店長。その後、クロスメディア事業に従事、2007年退社。
2006年11月、父親の子育て支援・自立支援事業を展開するNPO法人ファザーリング・ジャパンを創立、代表を務める。

## 著書
- 『本屋はサイコー!』新潮OH!文庫 2001
- 『この本よんで! papa’s絵本33』小学館 2008
- 『パパの極意 仕事も育児も楽しむ生き方』日本放送出版協会 生活人新書 2008
- 『パパの危機管理ハンドブック 家族の笑顔を守ろう!』ホーム社 2012
- 『父親を嫌っていた僕が「笑顔のパパ」になれた理由 親を乗り越え、子どもと成長する子育て』廣済堂出版 ファミリー新書 2013
- 『できるリーダーはなぜメールが短いのか 残業ゼロで「圧倒的な成果」を上げる仕事術』青春新書INTELLIGENCE 2015

### 共編著
- 『超激震鼎談・出版に未来はあるか? 2　出版クラッシュ!? 書店・出版社・取次-崩壊か再生か』小田光雄,永江朗共著 編書房 2000
- 『パパルール あなたの家族を101倍ハッピーにする本 ファザーリング・ジャパン公式テキスト』Fathering Japan 編 小崎恭弘共著 合同出版 2009
- 『パパ1年生 生まれてきてくれてありがとう!』ファザーリング・ジャパン共編著 かんき出版 2012
- 『男性の非暴力宣言 ホワイトリボン・キャンペーン』多賀太,伊藤公雄共著 岩波ブックレット 2015

### 翻訳
- トニー・ディテルリッジ『ジミーのムーンパイ・アドベンチャー』文溪堂 2008
- トニー・ディテルリッジ『ぼくとおとうさんのテッド』文溪堂 2008